# Amt Elmshorn-Land

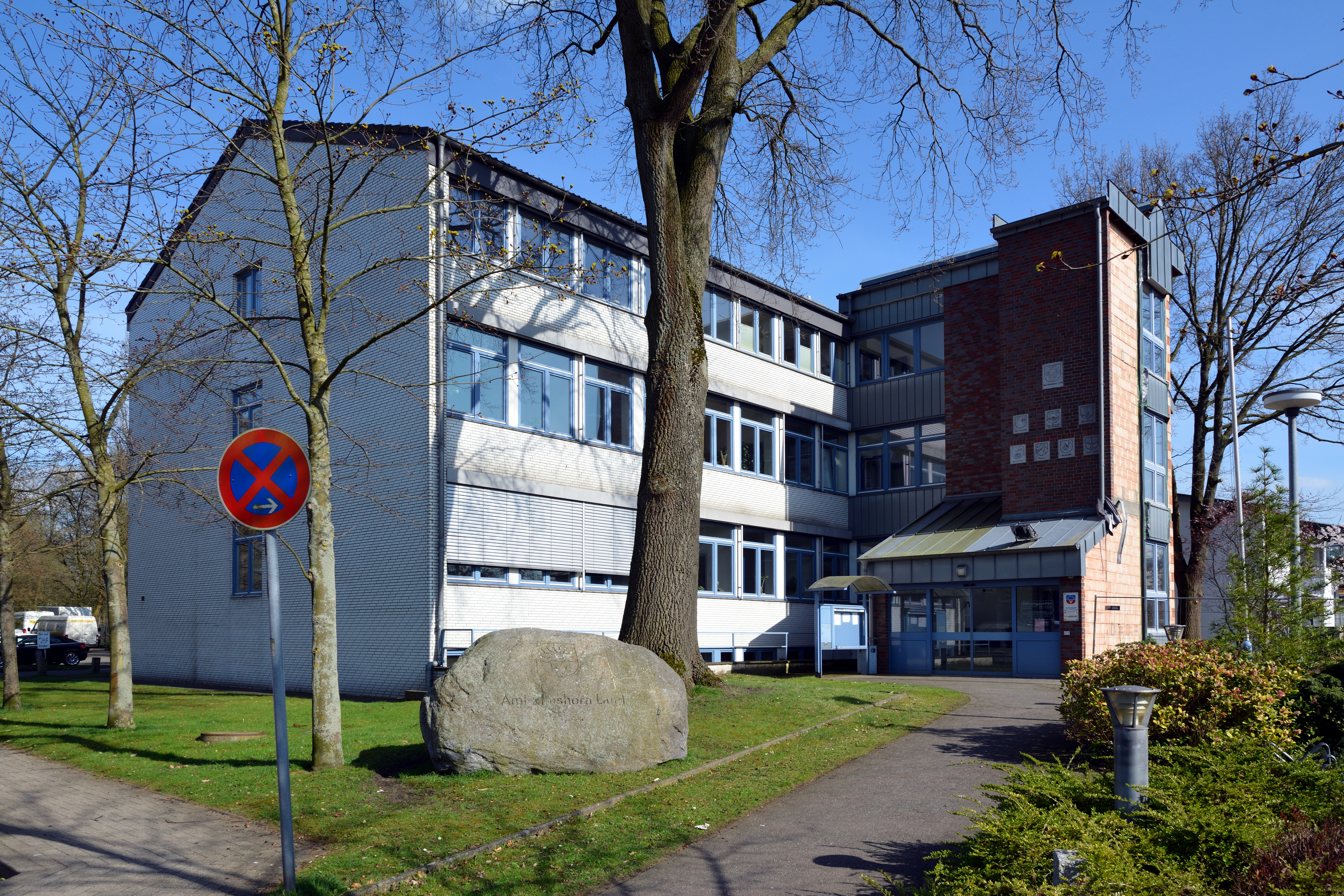
Amt Elmshorn-Land

Das Amt Elmshorn-Land ist Amt im Kreis Pinneberg in Schleswig-Holstein. Der Verwaltungssitz befindet sich in der Stadt Elmshorn. Das Amt grenzt im Norden an den Kreis Steinburg, im Osten an das Amt Rantzau, im Süden an das Amt Geest und Marsch Südholstein und die Stadt Tornesch und im Westen an die Elbe.

## Amtsangehörige Gemeinden
- Klein Nordende
- Klein Offenseth-Sparrieshoop
- Kölln-Reisiek
- Raa-Besenbek
- Seester
- Seestermühe
- Seeth-Ekholt

## Wappen
Blasonierung: „Durch einen silbernen Wellenbalken von Rot und Blau geteilt. Oben sieben fächerförmig gestellte silberne Eichenblätter, unten zwei schräggekreuzte silberne Giebelblätter mit nach außen blickenden Pferdeköpfen.“